# Guy-Claude Burger

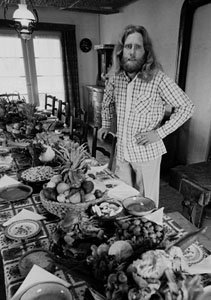
Guy-Claude Burger (1976)

Guy-Claude Burger (* 4. September 1934) ist ein Schweizer Cellist, Sachbuchautor und Erfinder der Instinctotherapie. Ursprünglich Musiker und Physiker, begründete er später eine besondere Form der Rohkosternährung, die er Instinctotherapie nannte. Er wurde zweimal wegen sexuellen Missbrauchs von Kindern verurteilt, zuletzt 2001 zu 15 Jahren Gefängnis.

## Leben
Guy-Claude Burger wurde 1934 als Musikerkind in der Schweiz geboren und durchlief bis in den Anfang der 1960er Jahre eine Doppelkarriere: Als Musiker war er Solo-Cellist beim Zürcher Kammerorchester (Bregenzer Festspiele 1963) und beim Ensemble vocal et instrumental de Lausanne, hatte Gastauftritte unter anderem mit Yehudi Menuhin. Als Physiker war er Assistent für theoretische und experimentelle Physik an der Universität Lausanne.
Ein Krebsleiden beendete diese Laufbahnen, und er begann sein bisheriges Leben an vielen Stellen in Frage zu stellen. Auf dem Gebiet der Ernährung gelangte er dabei auf die Frage nach der genetischen Anpassung des Menschen an die heutige Ernährung und glaubte dabei, einen beim Menschen verlorengegangenen „Ernährungsinstinkt“ wiederentdeckt zu haben. Aufgrund seines drohenden Krebstodes verfolgte er diese Ernährungsform zunächst im Selbstversuch unter kritisch-unterstützender Teilnahme seiner Familie. Burger nannte diese Art der Ernährung nach dem Instinkt „Instinctotherapie“ (später als Anopsologie bezeichnet) aufgrund Beobachtung von Fällen kompletter Remission verschiedenster Krankheiten. Er ergänzte seinen Theorieansatz später um die von ihm so genannte Metapsychoanalyse.
1978 wurde Burger in der Schweiz wegen sexuellen Missbrauches seines Sohnes zu vier Jahren Gefängnis verurteilt. 1997 wurde er in der Schweiz verhaftet, nachdem der ehemalige Anhänger Jean Kicin von sexuellen Übergriffen gegenüber Zehnjährigen während einer Instincto-Veranstaltung im Château de Montramé berichtet hatte. 2001 wurde Burger dann – nach bereits vier Jahren Untersuchungshaft – in Frankreich zu insgesamt 15 Jahren Gefängnishaft wegen schweren sexuellen Missbrauchs verurteilt.

## Instinctotherapie
Im Unterschied zu anderen Rohkost-Ernährungsweisen orientiert man sich gemäß der Instinctotherapie bei Auswahl und Menge der zu verzehrenden Lebensmittel ausschließlich an den Anziehungs- und Abstoßungssignalen, die individuell sehr verschieden als Geruch und Speichelflussreflex (bei der Auswahl) und Geschmack (beim Verzehr) erscheinen.
Burger und seine Mitarbeiter unternehmen erklärtermaßen seit über vierzig Jahren einen (nicht als wissenschaftlich konzipiert anerkannten) Langzeitversuch, dessen Ausgangspunkt die Frage nach der genetischen Angepasstheit unseres Organismus an die heute übliche (noch relativ junge) Ernährungsweise ist. Aus der Erfahrung heraus wurde von Burger das „Gesetz des Ernährungsinstinkts“ folgendermaßen formuliert:
Jedes ursprüngliche Nahrungsmittel, das auf den Geruchs- und Geschmackssinn anziehend wirkt, nützt dem Organismus. Dasselbe gilt umgekehrt: Schädliche oder unnütze Nahrungsmittel wirken auf den Geruchs- und/oder Geschmackssinn im Allgemeinen abstoßend.
Aus der Evolutionstheorie glaubt Burger ableiten zu können, dass ein Tier, welches durch seinen Instinkt dazu veranlasst würde, zum Beispiel giftige Pflanzen zu fressen, oder sich unausgeglichen zu ernähren, schnell unterlegen wäre und der natürlichen Auslese zum Opfer fallen würde. Der Ernährungsinstinkt musste sich also im Laufe der Zeit im gleichen Maß wie jede andere Funktion des Organismus anpassen. Burger teilt Kunstgriffe, mit deren Hilfe der Mensch die ursprünglichen Nahrungsmittel verändert, in fünf Gruppen ein:
- Denaturierung durch Wärme: Verschiedene Arten des Garens, Trocknen durch Hitze, Einfrieren, Tieffrieren, Bestrahlen
- Mechanische Denaturierung: Mischen, Würzen, Übereinanderlegen, Gewinnen von Extrakten, Schroten, Pressen, Mixen
- Gebrauch von Tiermilch und ihren Produkten
- Anwendung von Chemie: Dünger, Pestizide, künstliche Zusätze, Syntheseprodukte, Medikamente usw.
- Künstliche Auslese und bestimmte Anbau- und Aufzuchttechniken

Die Auswirkungen des Wegfalls von nicht ursprünglichen Nahrungsmitteln auf das Nervensystem und die daran gekoppelten psychischen Prozesse hat Burger gesondert untersucht. Ein weiteres Buch zum Thema Ernährung und Psyche unter den Bedingungen der Anopsologie ist in Vorbereitung.
Burger weitete seine Lehre auf die Sphäre des Geschlechtlichen aus. Sexuelle Handlungen von Erwachsenen mit Kindern und Jugendlichen seien zu billigen, da sie die Intuitionsfähigkeit Minderjähriger in den Bereich übersinnlicher Ahnungen, Erlebnisse und Erkenntnisse hinein erweitern könnten. Das entsprechende Programm nennt er Metapsychoanalyse.

## Kritik
Von Ernährungsexperten wie Udo Pollmer werden Burgers Hypothesen als "teilweise gefährlicher Unfug" bezeichnet.
Burgers Begriff "Metapsychoanalyse" für die Ausweitung seiner Theorien auf die menschliche Sexualität wird von Kritikern als der Versuch gewertet, dem Pädosexualismus eine wissenschaftliche Grundlage zu bieten.

## Werke
- Les enfants du crime ou la fonction délinquance, Orkos Edition, Longueville 1990, ISBN 2-906-72202-2
- Die Rohkosttherapie. Natur, Genuß, Gesundheit; das Geheimnis der Instinctotherapie, Heyne, München 1999, ISBN 3-453-14465-1